# Hôtel Fauris de Saint-Vincens
L’hôtel Fauris de Saint-Vincens, dit aussi de Raousset-Boulbon ou de Rascas, est un hôtel particulier situé 14 cours Mirabeau à Aix-en-Provence, dans le département français des Bouches-du-Rhône.

## Histoire
L'hôtel est construit vers 1660 par Honoré de Rascas, seigneur du Canet, conseiller au Parlement. 
Alexandre de Fauris de Saint-Vincens, maire d'Aix, en est l'un des propriétaires au XIXe siècle, l'hôtel ayant été acheté par son grand-père, Antoine de Fauris, en 1739.
Ce bâtiment fait l’objet de deux inscriptions au titre des monuments historiques depuis les 3 novembre 1987 et 18 décembre 1989.